# 프리드리히 아우구스트 3세 (작센)

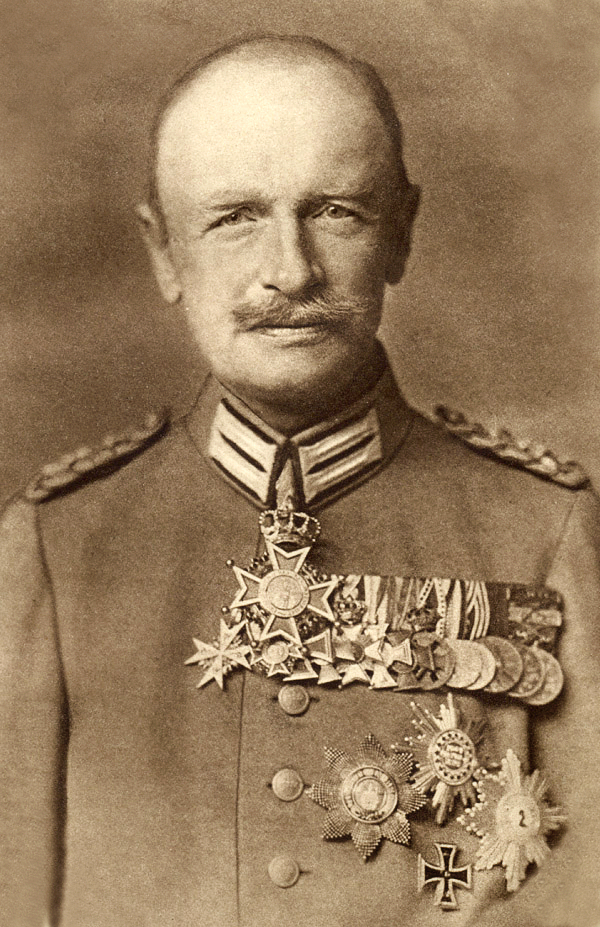
프리드리히 아우구스트 3세

프리드리히 아우구스트 3세(독일어: Friedrich August III)는 작센 왕국의 마지막 국왕이다. 독일 11월 혁명으로 폐위 당하였다.